# Splendeuptychia hygina
Splendeuptychia hygina är en fjärilsart som beskrevs av Butler 1877. Splendeuptychia hygina ingår i släktet Splendeuptychia och familjen praktfjärilar. Inga underarter finns listade i Catalogue of Life.